# 公共意志

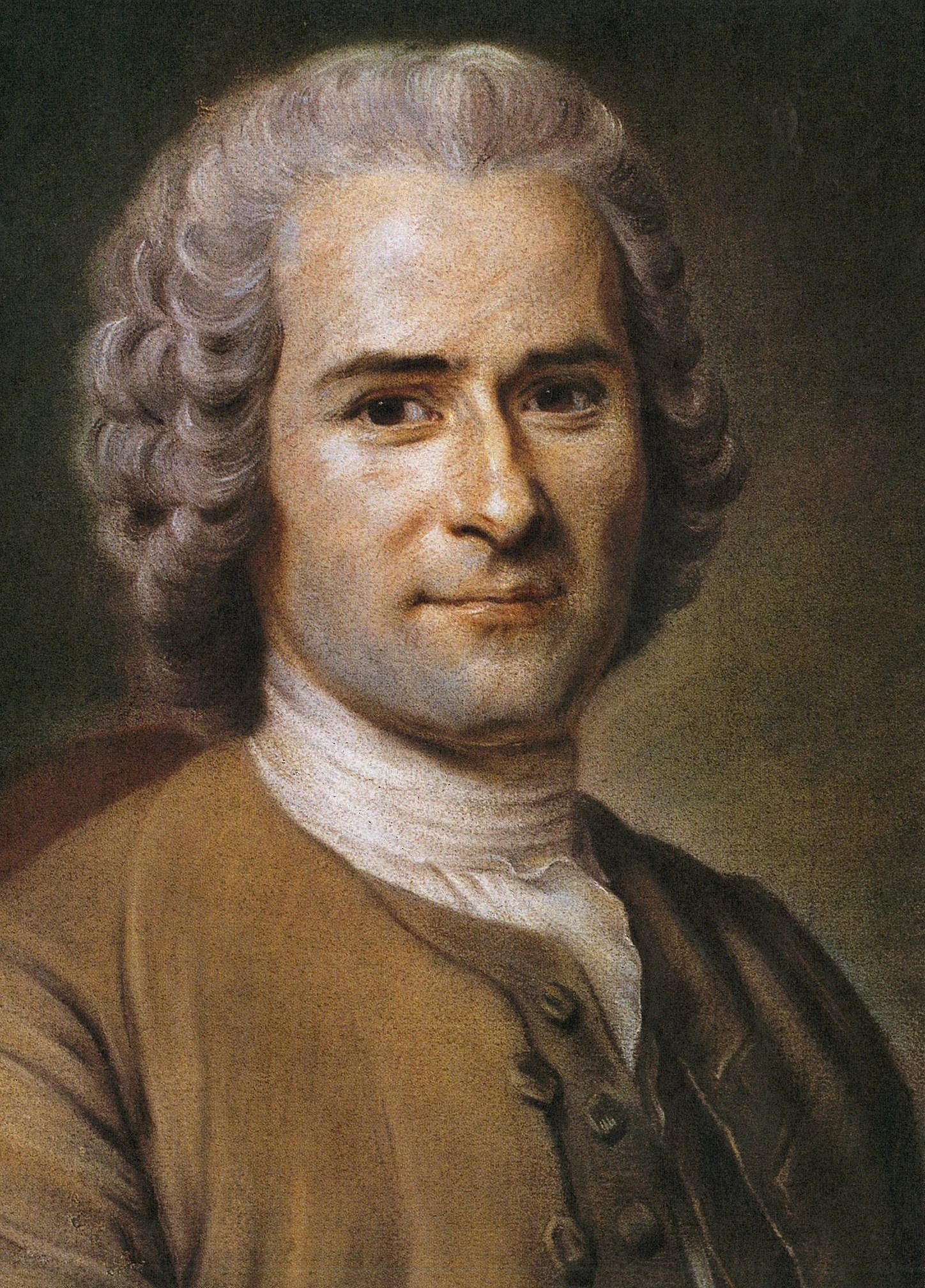
让-雅克·卢梭

在政治哲学中，公共意志是人们作为一个整体时的意志。18世纪的法国哲学家让-雅克·卢梭让这个概念闻名于世。

## 基本思想
卢梭所用的“公共意志”一词出现于1789年法国大革命中人权和公民权宣言（法語：Déclaration des droits de l'Homme et du citoyen）的第六条： 
法律是公共意志的表达。每一个公民皆有权亲自或由其代表去参与法律的制订。法律对于所有的人，无论是施行保护或是惩罚都是一样的。在法律的眼里一律平等的所有公民皆能按照他们的能力平等地担任一切公共官职、职位与职务，除他们的德行和才能以外不受任何其他差别。
 

詹姆斯·斯文森写道：
据我了解，卢梭是在名为《论政治经济学》的文章里唯一一次用到了“公共意志的表达”这一表述，这篇文章的内容使这一表述在名流中的影响甚微…….但是它确实是对他的学说的一个准确的总结，准确到让评论者们毫不犹豫的接受了它。在卢梭对法律的定义中，《山中书简》（法语： Lettres écrites de la montagne）在书面上阐述了最接近的定义。其中《山中书简》总结了《社会契约论》中的论点，在《社会契约论》 中，法律被定义成：“基于共同利益的公意做出的公共且庄严的声明”。
如卢梭所用，“公共意志”被认为与法治，和斯宾诺莎提出的“公意”（拉丁文： mens una）在一些程度上是相同的。
“公共意志”的概念完全是以卢梭的政治合法性理论为核心的……然而，很不幸，这却是一个含糊且有争议的概念。一些评论家只是将其看成无产阶级专政或是城市贫困人士的暴政（比如在法国大革命中的可能被目睹的一些现象），但是这却不是卢梭的本意。这一点在《论政治经济学》中表达的很清楚，卢梭强调公共意志的存在是为了在混乱中保护个体，而不是要求个人为公共意志做出牺牲。当然，卢梭敏锐的意识到了人类有自私和自己利益的本性，会导致人们试图去压迫他人。也正是因为这个原因，不论一个真正的公共意志是否需要被听从，还是它在第一时间是否被成功的制定，每个人对全体的共同利益都必须要有至高的（而不是独有的）承诺。

## 批判性意见
早期对卢梭的批判者包括本杰明·康斯坦和格奥尔格·威廉·弗里德里希·黑格尔。黑格尔争论道因为缺少客观理性推理的基础，卢梭对公共意志的解释会不可避免地导致雅各宾专政。康斯坦同时也指责卢梭甚至超过了法国大革命，他也反对公民的完全从属—完全服从于公共意志的决定。
1952年，雅各布·托曼将卢梭的“公共意志”描述成极权民主的引领观念。因为托曼认为国家让他的公民屈从于了所谓可靠的以多数人暴政为意志的政权。同一时期的另一个作家，自由主义理论家卡尔·波普尔也像这样解读卢梭的理念，而伯特兰·罗素则告诫说：“‘公共意志主义’使领导者的身份在其公民中的变得神秘成为可能，这也使像投票箱一样单调的政府组织做出的证明变得无足轻重。”其他出名的批评家如以赛亚·柏林就觉得卢梭把带有顺从性质的自由与公共意志联系起来会让那些极权主义的领导者打着自由的幌子去压迫，他把卢梭说成“人类思想历史长河中‘自由’的最阴险、最强大的敌人之一。”

## 卢梭支持者的辩护
然而一些支持卢梭的学者，如卢梭自传的编辑莫里斯·克兰斯顿和卢梭通信集的编辑拉尔夫·利，并不认为托曼在19世纪50年代发表的“极权主义论文”有充分的依据支撑。
卢梭的支持者们辩论到，在共和主义的政治理论家中，卢梭并不是唯一一个认为小的、同质的国家是最适合维持其公民的自由的。孟德斯鸠和尼可罗·马基亚维利也赞同这个观点。而且，卢梭将他的《社会契约论》拟想成政治哲学中更大计划的一部分，而这一部分可以用于处理发生在更大的国家中的一些问题。在一些他后期的写作如《论政治经济学》、他为波兰宪法写的建议书、还有关于维持永久和平的随笔（其中他建议成立一个欧洲联盟的同盟组织），都表达了他对于未来发展方向的想法。
他的支持者们同时也表示卢梭也是伟大的散文文体家，因为他喜欢在文中运用似非而是的效果。先言辞强烈的陈述某事物，然后对其进行论证或是反对，所以若是不结合文章理解，卢梭的想法就很容易被歪曲。卢梭同时也是一个擅长综合不同观点的人，他深谙如何在写作中与和他同期的作家还有过去的作家进行对话，比如自然法的理论家托马斯·霍布斯和胡果·格老秀斯。“全体国民”，“公共意志”曾是艺术术语，并不是由卢梭发明的，不过不可否认，卢梭很少特地的向影响过他的法学家和神学家们表明他的感激之情。
在卢梭之前， “general will”这一词明确指的是“the general（可理解为“大体的、普遍的”，是“particular”的反义词，particular可理解为“特定的”）意愿”或是神的意志。
如马勒伯朗士从布莱兹·帕斯卡那得到了这个词，并在其撰写的神学文章中使用。马勒伯朗士的学生孟德斯鸠在文章《論法的精神》第十一章中对比阐述了个体意志（法文：volonté particulière）和共同意志（法文：volonté générale）的差别。
卢梭在他的《论政治经济学》中明确表示了德尼·狄德罗所著的百科全书，或科学、艺术和工艺详解词典中的“自然法”是公共意志的“明确概念”的来源，不过卢梭也在这个概念中融入了自己的想法，简单推动了概念定义的发展。孟德斯鸠，狄德罗和卢梭对“公共意志”术语的革新更多的是将这个词用于非宗教的概念中而非宗教、神学的概念。

## 引用
德尼·狄德罗对公共意志的描述：
 如果所有你设想和思考的事物符合普遍且共同的利益，那将是好的，极好的，高尚的，庄严的。
若是缺少了能保证你与你所有同胞幸福的要求，那么任何品质或是才能对你的种族都将失去意义……不要忽略它,不然你就将发现你对于善良、正义、仁慈和美德的概念会日渐模糊。常常对自己说：“我是一个人，除了人道，没有其他任何真正的不可剥夺的自然权利。”  

但是，你会问，这个共同意志存在于什么地方？我又去哪里可以查阅到它呢？. . . [答案是：]在所有文明国家法律规定的原则中；在野蛮民族的社会实践中；在人类的敌人的默示协议中；甚至在这两种情感中：愤慨和怨恨。它的性质已经延伸到了动物界，弥补了社会规律和大众惩罚。-----德尼·狄德罗，《百科全书，或科学、艺术和工艺详解词典》的文章《自然法》
卢梭对公共意志的描述：
只要几个人聚在一起，认为他们是一个整体的时候，他们将仅有一个指向他们共同坚持和普遍幸福的意志。所以在这个情形下的所有有生气的力量都充满活力并且简单，并且它的原则明确且明晰；它没有不可相容或是有冲突的利益关系；共同利益使它显而易见，只需要用常识便可以辨别它。和平、团结和平等是政治成熟的敌人。简单，正直和单纯的人很难去欺骗；计谋和精明的辩论无法说服他们，确实，他们的机智程度不足以让他们被欺骗。当我们看见在世界上最幸福的人中，有一群乡下人在橡树下，表现英明的管理着国家的种种事宜，我们能情不自禁地对其他大费周章使自己辉煌同时不幸的民族的精致嗤之以鼻吗？
因此，一个民族只需要不多的法律……
然而，当社会纽带开始松弛、国家开始衰落的时候，当个别利益开始蠢蠢欲动、部分社会开始在更大的社会层面施加影响的时候，共同利益就开始瓦解和遇到阻力，投票不再是全体一致；公共意志就不再是全体人民的意志了；矛盾和争端出现了，即使是最佳选择也会遇到挑战。
因为这个原因，用以管理公共集合体的明智的规则并不会真正地支持这样的公共意志，来确保（规则）总是会被质疑且总是会有人作出回应。 --让-雅克·卢梭，《社会契约论》第四卷第一章

## 脚注
1. ↑  quoted in James Swenson, On Jean-Jacques Rousseau (Stanford University Press 2000), p. 163.
2. ↑  Lettres de la montagne, quoted in Swenson (2000), p. 164. See also: Patrick Riley, The General Will before Rousseau (Princeton University Press, 1988) and Mark Hulliung "Rousseau, Voltaire and the Revenge of Pascal" in the Cambridge Companion to Rousseau, edited by Patrick Riley (Cambridge University Press: 2000), pp. 57-77.
3. ↑  See Maurice Cranston's introduction to the Social Contract, Penguin Classics, 1968, pp. 9-42.
4. ↑  for Spinoza's mens una, see Jonathan Israel, Radical Enlightenment (Oxford University Press, 2002), p. 274.
5. ↑  Joseph Reisert. . Bevir, Mark  (编). . 2010: 551–553. ISBN 1412958652.
6. ↑  David Lay Williams. . Cambridge University Press. 2014: 1-2  [2015-06-15]. ISBN 978-0521124447. （原始内容存档于2014-11-04）.
7. ↑  George Crowder. . Polity. 2004: 61  [2015-06-15]. ISBN 978-0745624778. （原始内容存档于2014-11-04）.
8. ↑  For a rejoinder to Talmon see R. A. Leigh, "Liberté et autorité dans le Contrat Social" in Jean-Jacques Rousseau et son oeuvre, (Paris, 1963).
9. ↑  .   [2015-06-15]. （原始内容存档于2018-06-11）.
10. ↑  Patrick Riley, "The General Will Before Rousseau", Political Theory 6: 4: Special Issue: Jean-Jacques Rousseau (Nov., 1978): 485-516
11. ↑  Diderot: Political writings: Cambridge Texts in the History of Political Thought, edited by John Hope Mason and Robert Walker (Cambridge University Press, 1992), p. 20. Compare Rousseau: “Cast your eyes on all the nations of the world, go through all the histories. Among so many inhuman and bizarre cults, among this prodigious diversity of morals and character, you will find everywhere the same ideas of justice and decency, everywhere the same notions of good and bad” (Emile, 288, [IV 597-98]).
12. ↑  Of the Social Contract, Book IV, Chapter 1, Paragraphs 1 & 2
13. ↑  The Social Contract, Book IV, paragraph 4.
14. ↑  The Social Contract, Book IV, Paragraph 6.

## 拓展阅读
- Foisneau, Luc. “Governing a Republic: Rousseau’s General Will and the Problem of Government.” Republics of Letters: A Journal for the Study of Knowledge, Politics, and the Arts 2, no. 1 (December 15, 2010)
- Riley, Patrick. "A Possible Explanation of Rousseau's General Will", " The American Political Science Review. Vol. 64. No. 1 (March 1970). pp. 86–97